# Sterrhochaeta subcaesia
Sterrhochaeta subcaesia là một loài bướm đêm trong họ Geometridae.